# Trojan (obwód Chaskowo)
Trojan (bułg. Троян) – wieś w południowej Bułgarii, w obwodzie Chaskowo, w gminie Simeonowgrad.
We wsi znajdują się pozostałości drogi rzymskiej.